# Lindau (Zurich)
Pour les articles homonymes, voir Lindau (homonymie).
Lindau est une commune suisse du canton de Zurich, située dans le district de Pfäffikon.

Photo aérienne (1953).

## Économie
- Entreprise Katadyn